# ドラえもん 4-D アート・アドベンチャー 〜のび太の絵世界物語〜
- ユニバーサル・デスティネーションズ&エクスペリエンシズ > ユニバーサル・スタジオ・ジャパン > ユニバーサル・スタジオ・ジャパンのスペシャルイベント > ドラえもん 4-D アート・アドベンチャー 〜のび太の絵世界物語〜
- ドラえもん > ドラえもんの派生作品 > ドラえもん (2005年のテレビアニメ) > ドラえもん映画作品 > 映画ドラえもん のび太の絵世界物語 > ドラえもん 4-D アート・アドベンチャー 〜のび太の絵世界物語〜

『ドラえもん 4-D アート・アドベンチャー 〜のび太の絵世界物語〜』（英: Doraemon 4-D Art Adventure: Nobita's Art World Tales）は、2025年2月14日から8月17日までユニバーサル・スタジオ・ジャパンで期間限定開催されたアトラクションである。本作は、映画『映画ドラえもん のび太の絵世界物語』とのコラボレーション企画であった。
このアトラクションでは「シネマ 4-D シアター」が使用されたため、開催期間中は「セサミストリート 4-D ムービーマジック」および「シュレック 4-D アドベンチャー」の運営が休止された。

## 概要
2024年11月26日、本アトラクションの実施が発表された。『映画ドラえもん』シリーズ45周年記念作品『映画ドラえもん のび太の絵世界物語』の公開を記念したアトラクションであり、『映画ドラえもん』の世界を4Dアトラクションとして体験できるのはユニバーサル・スタジオ・ジャパン史上初の試みであった。本アトラクションには、空気中に文字や絵を描ける「空気クレヨン・デラックス」など、オリジナルのひみつ道具が登場した。
2025年2月13日には、オープニング・セレモニーとプレスプレビューが開催され、一般公開に先駆けて報道陣に初公開された。
10時ごろにシネマ 4-D シアターで行われたオープニング・セレモニーでは、エンジ色のベレー帽をかぶり映画の衣装をまとった特別な「ドラえもん」や、色とりどりのベレー帽をかぶった約50名の子どもたちが、「ドラえもん」のひみつ道具を手にステージに登場した。会場には春をイメージしたスモークと紙吹雪が舞い、翌日から始まるイベントのスタートが祝われた。
その後、14時30分から17時30分にかけて、「ユニバーサル・プライム年間パス・グランロイヤル」を所持するゲストを対象とした先行体験が実施され、その後には一般ゲスト向けの体験も行われた。

## ストーリー

### プレショー
舞台は、美術館「わくわくアートミュージアム」。ゲストはロビーに案内され、ドラえもん、のび太、しずか、ジャイアン、スネ夫たちと出会う。
アート教室では、学校の宿題を完成できなかったのび太が、絵のモチーフを探すために美術館で開催中の「飛び出すアート展」を、ゲストとともに見学することに。さらに、ドラえもんのひみつ道具“はいりこみライト”を使って、絵の中に入ることを提案する。

### アトラクション
「飛び出すアート展」の会場へと案内されたゲストは、ドラえもんとのび太によって、ひみつ道具“いっしょパウダー”を振りかけられ、絵の中でも一緒に行動できるようになる。
スネ夫が、さまざまな絵の中からトリックアートに入ることを提案し、ゲストとともに入り込む。螺旋階段のトリックアートでは、不思議な構造に翻弄されて皆が疲弊する中、スネ夫が誤って蜘蛛の巣に絡まってしまう。4人が力を合わせて引っ張り出すことに成功するが、同時に全員が絵の外に飛び出してしまう。
次に、しずかの提案で「お菓子の国」の絵に入る。木にはどら焼きやチョコレートが実っており、皆は思い思いに楽しむ。ところが、ジャイアンがしずかの乗っていた綿菓子の雲に乗ろうとしてバランスを崩し、全員が遠くへ飛ばされてしまい、絵の外に戻ってしまう。
のび太は宿題のテーマを「お菓子」に決めるが、その後、中世ヨーロッパを描いた絵に目を留める。絵の中に入ると、クレアとチャイに出会う。しかし、見慣れない服装を怪しまれたため、ドラえもんのひみつ道具“着せかえカメラ”で衣装を変更する。すると、魔法使いと勘違いされ、驚くチャイを落ち着かせるために、お菓子の国で持ち帰ったチョコレートを渡す。
そこに、騒ぎを聞きつけたマイロが登場。絵が得意だと知ったのび太は、宿題の絵を描く手伝いを頼む。ドラえもんが取り出した“空気クレヨンデラックス”は、「できた！」と言うと描いたものが本物になる道具。マイロが試しに階段を描くと、本物の階段が出現する。続けて、4足歩行のかっこいい動物を描くが、のび太が角や翼を書き足してしまい、動物が凶暴化して暴れ出す。
のび太は動物を捕まえようと蜘蛛の巣を描くが、誤ってドラえもんやマイロ、クレアを巻き込んでしまう。失敗続きに落ち込むのび太に、マイロは「上手に描かなくてもいい。好きなように描けばいい」と励ます。のび太は勇気を出し、動物を笑顔にするためリンゴやチョコレートを描いて食べさせる。動物は笑顔を取り戻し、暴れるのをやめる。
その時、“いっしょパウダー”の効き目が切れそうになり、のび太たちはクレア、チャイ、マイロに別れを告げて美術館に戻る。
美術館に戻ったのび太は、さらに絵のアイデアを求めて外国の美術館に行くことを提案。ドラえもんが“どこでもドア”を取り出し、5人全員で次の冒険へと向かう。

## 登場人物
ドラえもん
 声 - 水田わさび
本作の主人公。2112年9月3日生まれの猫型ロボット。おなかの「四次元ポケット」から出る「ひみつ道具」でのび太を助ける役目を担っているが、失敗も多い。のび太を守る保護者であり、友達でもある。
野比のび太
 声 - 大原めぐみ
本作の副主人公。10歳の小学生。スポーツや勉強が苦手だが、人の気持ちに寄り添う優しさを持ち、自然を大切にする心の持ち主。
源静香
 声 - かかずゆみ
のび太の同級生で、聡明かつきれい好きな女の子。みんなから人気があり、将来のび太と結婚する運命にある。
骨川スネ夫
 声 - 関智一
のび太の同級生。裕福な家庭に育ち、口が達者で社交的だが、背の低さを気にしている。絵画や模型作りなど多趣味で器用。
剛田武
 声 - 木村昴
のび太の同級生で「ガキ大将」として知られる乱暴な性格だが、仲間思いな一面もある。歌手になる夢を持っているが、その歌声は近所迷惑である。
クレア
声 - 和多田美咲
絵画に描かれた謎の国「アートリア」から来た少女。ドラえもんたちと共に冒険をする。
チャイ
声 - 久野美咲
クレアと共に現れた羽の生えた小さな悪魔。チョコレートが大好物。
マイロ
声 - 種﨑敦美
アートリア公国に住む少年で、クレアの幼なじみ。亡き父を目指し絵を描き続けている。

## ひみつ道具
本アトラクションでは、おなじみのひみつ道具に加えて、ユニバーサル・スタジオ・ジャパンオリジナルのひみつ道具も登場する。以下に、そのオリジナルのひみつ道具を記述する。
いっしょパウダー
振りかけることで、一定時間一緒に行動できるようになる粉。ゲストに振りかけることで、絵の中に入ってドラえもんたちと一緒に冒険することができる。
空気クレヨンデラックス
既存のひみつ道具“空気クレヨン”を進化させた、ひみつ道具。空中に絵を描き、「できた！」と言うと描いたものが本物になる。のび太がマイロの描いた動物に角や翼を描き足したことで、動物が暴れ出すトラブルが発生する。

## 制作
本アトラクションのプロジェクトリーダーである廣畑直子によると、ユニバーサル・スタジオ・ジャパンと『映画ドラえもん』のコラボレーションは4回目となった。今回は、より小さな子どもをはじめ、幅広い世代のゲストが楽しめるよう、『シネマ 4-D シアター』での開催が初めて実現したという。
合同会社ユー・エス・ジェイのエンターテイメント部クリエイティブチームに所属するマリッサ・ガーナーによれば、本アトラクションでは映画をもとにしたオリジナルストーリーに加え、ユニバーサル・スタジオ・ジャパンならではのオリジナルのひみつ道具や臨場感あふれる演出が取り入れられた。小さな子どもでも楽しめるよう、キャラクターがより見やすくなるように何度もテストが重ねられたほか、子どもが冒険の世界に没入できるよう座席の動きも通常より緩やかに設定されるなどの工夫が施された。また、アーティストチームも、パークオリジナルのさまざまなひみつ道具を楽しみながらデザインし、制作が進められたという。

### ART HAS NO LIMIT！
2024年12月2日、大阪市立育和小学校の小学1年生を対象に、「アート（芸術）」をテーマとした出張授業が開催された。パークが掲げる「NO LIMIT！（限界を設けない）」という精神のもと、未来を担う子どもたちにアートへの関心を高め、創造性を育むことを目的に実施された。授業では、ユニバーサル・スタジオ・ジャパンのエンターテイメント部クリエイティブチームに所属するマリッサ・ガーナーが講師を務め、自由に描くことの楽しさを伝えながら、45分間の授業が行われた。
また、2024年12月19日には、大阪市立総合医療センターの小児病棟の子どもたちを対象に、動画を用いた特別授業が実施された。その後、その他の学級や特別支援学校でもオンライン授業として展開された。
子どもたちが創作した作品は合計700枚におよび、それらを組み合わせた“ドラえもん”のモザイクアートが制作された。完成した作品は2025年2月13日にJRゆめ咲線・ユニバーサルシティ駅の改札口横で初披露され、同年5月上旬まで掲出された。

## フード・グッズ
2025年2月4日、アトラクションの誕生を記念して、オリジナル商品が発売された。フードは2月13日から提供され、グッズは2月14日から販売開始された。

### フード
映画のテーマである「アート」を表現した限定メニューが登場した。「絵かきドラえもんのふわとろオムレツ＆ハンバーグプレート」は、絵筆を持ったドラえもんがお絵描きしている様子をイメージしたオムレツ＆ハンバーグのセットであった。「のび太のらくがき？！ ダブルカレープレート」は、のび太が自由に落書きを楽しむ様子をイメージし、2種類のカレーを一皿で味わえるメニューとして提供された。「ドラえもんたちといっしょにお絵かき！キッズプレート」には、ドラえもんのミニまんやチョコペンで自由にデコレーションできるタルトが付属していた。このほかにも、カラフルなチョコとぶどうのパフェや、水彩画のようなアート風チーズケーキなど、さまざまな限定メニューが展開された。
ステージ22前のポップコーンカートでは、「絵かきドラえもんのポップコーンバケツ」が販売された。映画に登場する絵筆を持ったデザインで、ベレー帽は取り外し可能となっていた。シネマ 4-D ストア前のフードカートでは、ドラえもんをイメージしたカラーに鈴のトッピングをあしらったチュリトスなど、食べ歩き向けのフードも提供された。

### グッズ
映画の衣装を着たドラえもんがデザインされたカチューシャや、キャンバスをモチーフにしたTシャツなど、多彩なグッズが展開された。額縁から飛び出したようなデザインのドラえもんたちのチャームや、映画の衣装をまとった特別仕様のぬいぐるみなど、映画の世界観を楽しめるアイテムが多数販売された。